# Espace d’Art Contemporain Fernet Branca

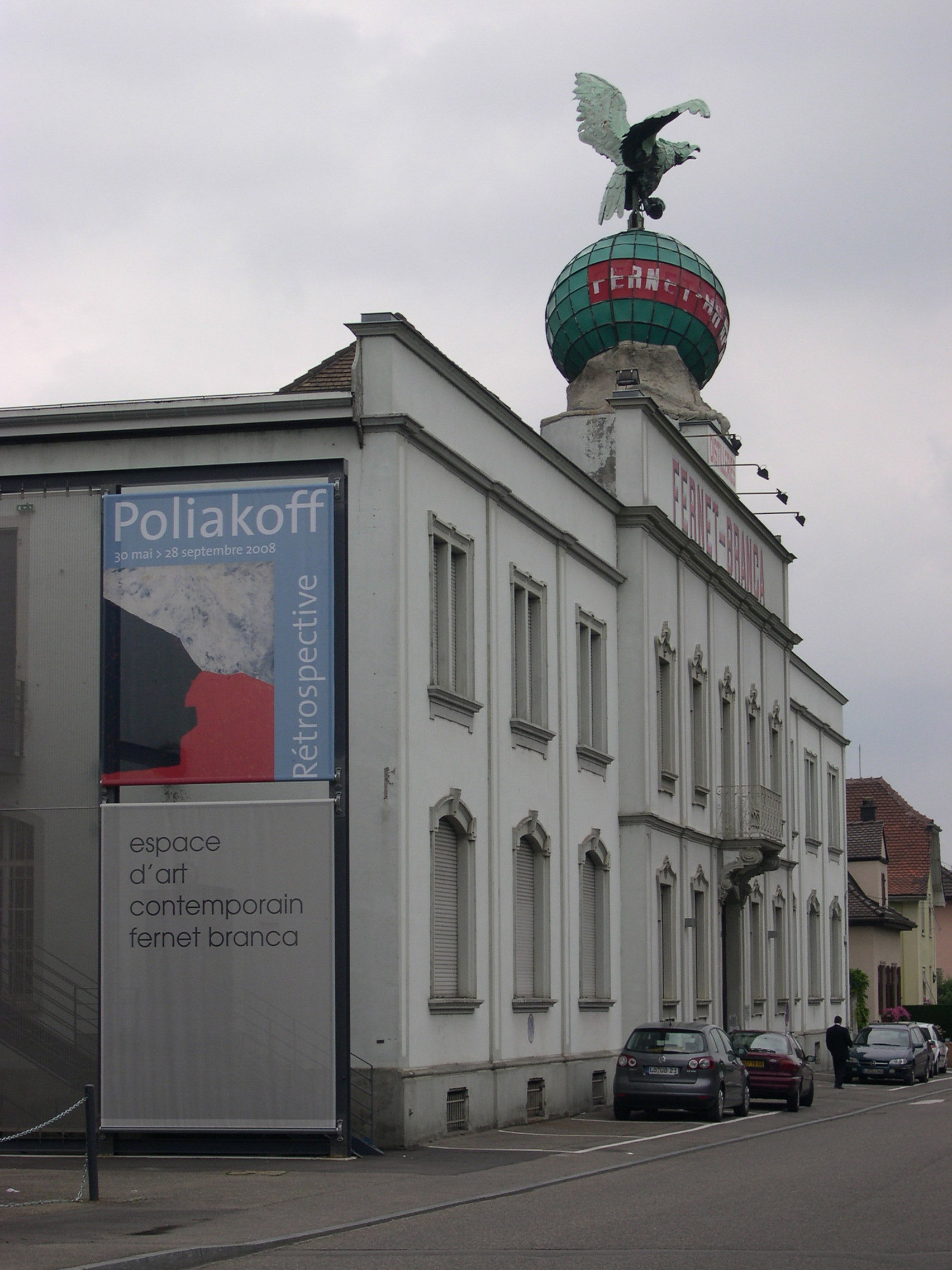
Espace d’Art Contemporain Fernet Branca in Saint-Louis (2008)

Der Espace d’Art Contemporain Fernet Branca in Saint-Louis (Frankreich) in der Nähe von Basel (Schweiz) ist ein Ausstellungsraum für zeitgenössische Kunst.

## Geschichte
Der Ausstellungsraum geht auf einen kommunalen Auftrag zur Komplettierung des kulturellen Angebots in und um Saint-Louis zurück und befindet sich in der im Jahr 2000 stillgelegten Destillerie der Spirituosenfirma Fernet-Branca, die das Gebäude vermietet hat. Die Anfang des 20. Jahrhunderts im Stil des Art déco errichtete Fabrik, die seit 1996 zum Inventar der historischen Baudenkmäler von Saint-Louis gehört, wurde für ihren Bestimmungszweck vom Architekten Jean-Michel Wilmotte umgebaut. Getragen wird der Ausstellungsbetrieb von der Association pour le Musée d'Art Contemporain Fernet Branca. Die Institution präsentiert seit ihrer Eröffnung 2004 in Wechselausstellungen zeitgenössische Künstler und Kunstthemen.
Im deutsch-französisch-schweizerischen Dreiländereck gibt es weitere Institutionen für zeitgenössische Kunst mit einem grenzüberschreitenden Einzugsbereich. In der Schweiz, das Kunstmuseum Basel | Gegenwart und das Museum Tinguely in Basel, das Schaulager in Münchenstein, die Fondation Beyeler in Riehen und in Deutschland, das Vitra Design Museum in Weil am Rhein.